# St. Severin (Passau-Heining)

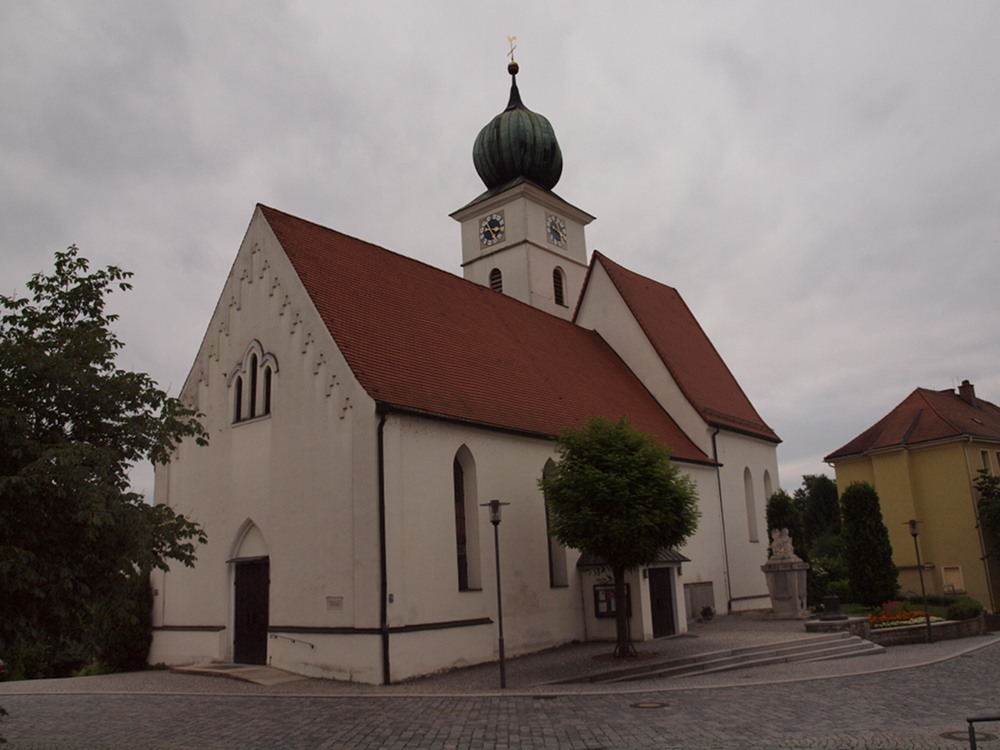
Pfarrkirche St. Severin, im Hintergrund das alte Schulhaus (ehem. Severins-Kapelle)

Die Kirche St. Severin ist eine römisch-katholische Pfarrkirche im Passauer Stadtteil Heining. Kirchenpatron ist der heilige Severin von Noricum (Gedenktag: 8. Januar).

## Geschichte
Die erste urkundliche Erwähnung Heinings als Huninga datiert auf das Jahr 781.
970 wird erstmals eine zu Ehren des heiligen Severin von Noricum geweihte Kirche („basilica in huningam“) erwähnt.
Zu diesem Zeitpunkt bestand bereits eine „alte Kapelle“ neben der Kirche.
1189 gehörte Heining zum Kloster Vornbach.
Um 1250 wird eine romanische Kirche gebaut, deren Reste sich noch in der Südmauer der Kirche finden.
Eine Seelsorgestelle in Heining wird 1383 erstmals erwähnt.
Um 1400 wird Heining dem Benefiztum der Domgruft einverleibt.
Die seelsorgerische Betreuung erfolgt ab diesem Zeitpunkt durch Domvikare von Passau aus.
1469 wird der gotische Chor und der Turm gebaut.
Die Matrikelbücher sind ab 1593 erhalten.
1688 wird für das Vikariat eine eigene Priesterwohnung gebaut; 1716 wird Heining schließlich zu einer eigenständigen Pfarrei erhoben.
Der Friedhof, der sich damals noch um die Kirche befand, wird 1733 letztmals erweitert.
1760 erhält die Kirche ein Kruzifix des Bildhauers Joseph Deutschmann aus Passau-St. Nikola.
1804 erhält die Kirche als Ausstattung noch drei Altäre der aufgelassenen Portenkapelle des Klosters Fürstenzell sowie die kleine Chororgel aus dem ebenfalls aufgelassenen Kloster St. Nikola.
Das Kirchenschiff wird 1859 um 7 m verlängert.
Der Friedhof um die Kirche wird 1887 aufgelöst und an den Ortsrand verlegt.
1893 wird die Kirche im neugotischen Stil renoviert.
1895 wird durch Martin Hechenberger eine neue Orgel eingebaut.
Zwischen 1915 und 1925 existieren mehrere Um- und Neubaupläne für die Kirche.
Die neue Kirche wird schließlich ab 1927 in Auerbach errichtet.
1923 entsteht im Presbyterium das Deckengemälde „Heilige Dreifaltigkeit“ durch Xaver Dietrich.
1925 und 1949 erhält die Kirche jeweils neue Glocken.
1969 erfolgt eine Innenrenovierung der Kirche und eine Erweiterung der Sakristei. Im Zuge dieser Renovierungsarbeiten wird die barocke Kanzel ausgebaut. Diese befindet sich heute in der Pfarrkirche von Kreuzberg bei Freyung.
Im Laufe der Jahrhunderte wechselte das Patrozinium der Kirche vom hl. Severin von Noricum auf den hl. Severin von Köln. Dies wurde ebenfalls 1969 korrigiert.

## Die ehemalige Severinskapelle

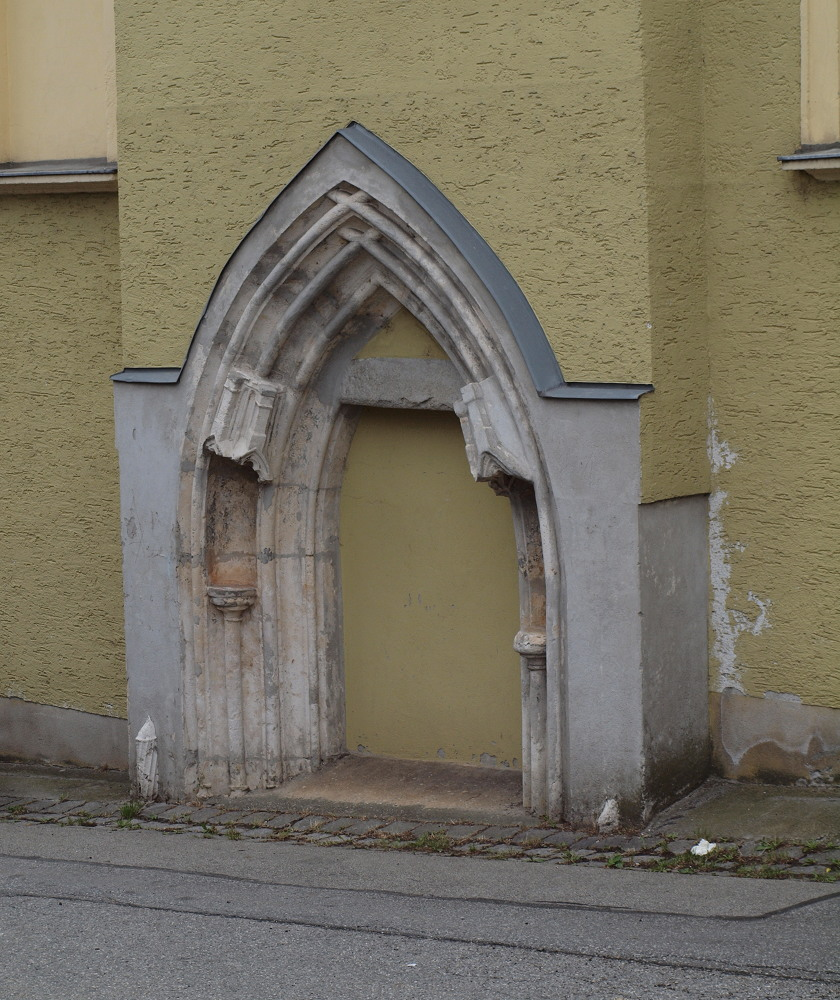
Spätgotisches Portal der ehemaligen Severinskapelle

Östlich der Kirche befindet sich das alte Schulhaus von Heining, das 1818 durch Umbau der profanierten Severinskapelle entstand.
Diese Kapelle wurde über einem heute verrohrten Bach errichtet und hatte mit dem hl. Severin von Noricum dasselbe Patrozinium wie die Hauptkirche.
Sie wird bereits 970 bei der ersten Erwähnung der Kirche als „alte Kapelle“ erwähnt. Im Gegensatz zur Kirche ist diese Kapelle nicht – wie im Mittelalter üblich – geostet. Bei einer Friedhofserweiterung im Spätmittelalter wurde sie nicht in den umfriedeten Bereich versetzt, sondern am ungünstigen, hochwassergefährdeten Platz belassen.
Dies spricht für ein außergewöhnlich hohes Alter der Kapelle bzw. ihres Vorgängerbaues, was einen direkten Bezug zum Leben des hl. Severin nicht ausschließt. An die ehemalige Kapelle erinnert äußerlich nur noch das spätgotische, ehemalige Portal. 1886 wurde die Schule nochmals vergrößert.
Im Jahr 1963 zog die Heininger Schule in ein neues Gebäude um, die alte Schule wird seitdem als Wohnhaus genutzt.